# Prova del nove
In matematica, la prova del nove è un test di controllo, semplice ma non sempre affidabile, per verificare l'esattezza del risultato di un'operazione aritmetica tra numeri interi, attraverso il raffronto delle radici numeriche degli operandi e del risultato. 
La prova è basata sulle proprietà congiunte della matematica modulare in modulo 9 (mod 9) e delle proprietà aritmetiche del numero 9 stesso, che permettono una notevole semplificazione del calcolo della congruità, in quanto coincidente con la radice numerica.
La prova del nove solitamente si insegna nella scuola elementare quale scorciatoia per verificare la moltiplicazione tra due numeri, senza dover ripetere interamente l'algoritmo di computo generalmente lungo, ma può essere estesa anche alle altre operazioni addizione, sottrazione e divisione (con opportune precauzioni) comprese quella con resto. La prova del nove non assicura, però, completamente la certezza dell'esito: se è negativo, il risultato dell'operazione sarà senz'altro errato; se è positivo, vi è comunque l'11% di probabilità, 1 su 9, di un falso positivo, cioè che il risultato dell'operazione sia comunque errato nonostante l'esito positivo della prova.

## Storia
Anche se non nella forma attuale, la prova del nove era già conosciuta come prova di verifica dei calcoli almeno fin dai primi secoli dopo Cristo; testimonianze riportano la sua conoscenza da parte del vescovo romano Ippolito intorno al III secolo. Il nome latino è abjectio novenaria. È impensabile che i Romani operassero con le cifre come facciamo odiernamente, poiché tali cifre erano allora inesistenti, e i calcoli venivano effettuati non per mezzo di algoritmi sulla carta, ma attraverso supporti fisici diversi, quali sassi, calculus, o particolari strumenti assimilabili ai più recenti abachi; grazie a questi, usando lo stesso sistema su base decimale, era possibile anche allora formulare un procedimento analogo all'attuale per arrivare alla radice numerica, procedimento che invece da noi si produce avendo come stimolo l'immagine grafica delle cifre.
L'impossibilità di una rappresentazione cifrata adatta dei numeri, rendeva comunque impossibile una spiegazione compiuta del perché la prova del nove funzionasse, dimostrazione che invece avevano verosimilmente i matematici indiani, che la utilizzavano almeno fin dal XII secolo, avendo essi in uso un sistema di notazione progenitore del nostro.
La prima spiegazione di cui si ha traccia in occidente, è quella del 1202 data da Leonardo Fibonacci nel suo Liber abbaci, il libro che ha introdotto in Europa le cifre arabe e primi loro algoritmi di calcolo, prendendo a pretesto l'operazione 37 × 37 = 1369:
Tuttavia erano già allora note altre prove alternative alla prova del nove, se non migliori, per valutare l'esattezza dell'operazione, come la prova del sette, dell'undici e così via; se non che, erano alcune di maggiore attendibilità ma più complessa da attuare, in quanto, pur basandosi sui medesimi meccanismi dell'aritmetica modulare, il calcolo della congruenza mod 7 o mod 11 sono molto più complessi ottenere operando sulle cifre, poiché non basati sulla loro semplice somma.
Oggi la locuzione "prova del nove" viene usata comunemente come sinonimo di cartina di tornasole per indicare erroneamente una prova certa, che dovrebbe dimostrare senza alcun dubbio la veridicità di una supposizione. Inoltre, sempre la stessa locuzione, viene usata per indicare una prova di autenticità delle euro banconote.

## Procedimento e funzionamento
Fin dalle elementari viene insegnato un modo classico per impostare la prova del nove per le moltiplicazioni, disegnando una croce in cui inserire i valori:
| . . | . . |
| . . | . . |

Non esistono ragioni operative o grafiche, dettate da necessità, per eleggere questo schema a canone, è soltanto una questione di consuetudine.
Esempio: 1902 × 1964 = 3 735 528
In inglese il nome della prova del nove è casting out nines, letteralmente "buttar fuori i nove"; ciò deriva dallo stratagemma, solitamente adottato, di tralasciare i 9 dal computo della radice numerica semplificando ulteriormente il calcolo della somma delle cifre.

Ciò è possibile in quanto, togliere o aggiungere una cifra che sia un nove dalle cifre di un numero, lascia invariata la somma delle sue cifre. Questo vale anche per le cifre che sommate danno come esito nove o un suo multiplo, con la conseguenza che anch'esse possono essere tralasciate senza alterare la somma finale delle cifre del numero considerato. Ad esempio:
1902 → 1+2 = 3;
1964 → 1+6+4 = 11 → 1+1 = 2;
3 735 528 → 3+3+5+5+8 = 24 → 2+4 = 6.
Il primo passo è quello di sommare tutte le cifre di ogni operando e del risultato, fino ad ottenere un valore a una sola cifra. Nel caso in cui dalla prima somma si ottenga un valore a più cifre si ripete la procedura fino ad averne una sola, cioè fino ad aver ottenuto la radice numerica del numero; ecco l'esempio sulle stesse cifre:
- 1902 → 1+9+0+2 = 12 → 1+2 = 3
- 1964 → 1+9+6+4 = 20 → 2+0 = 2
- 3 735 528 → 3+7+3+5+5+2+8 = 33 → 3+3= 6

e poi le si collocano nella croce:
| 3 | 2 |
| 6 |   |

Successivamente si prendono le radici numeriche degli operandi e le si moltiplicano; per la somma e la differenza si usano le medesime operazioni:
2 × 3 = 6
se pure qui il risultato dovesse avere più cifre, si procede come prima alla loro somma iterativamente, dopo di che si confronta con la radice numerica del risultato.
| 3 | 2 |
| 6 | 6 |

1. Se i due numeri sono diversi allora il risultato è senz'altro errato
2. Se i due numeri sono uguali allora il risultato può essere corretto

In questo caso il risultato è esatto e la prova del nove permette di accelerare la verifica, rispetto alla ripetizione integrale dell'algoritmo di moltiplicazione, effettuando i calcoli esclusivamente su valori "bassi", inferiori a 100, il cui computo è reso più spedito dalla conoscenza mnemonica delle tabelline; vi è però da sottolineare come la prova avrebbe dato ugualmente esito positivo anche di fronte a un risultato palesemente sbagliato come 3 735 519, esattamente 3 735 528 - 9 (ma anche un qualsiasi altro multiplo di 9). In questo esempio 3 735 519 è un valore vicino a quello giusto, e quindi si tratta di un errore possibile da commettere per una disattenzione e difficile da individuare, specie su valori elevati dove lo scostamento dal risultato vero risulta veramente esiguo. Ciononostante la prova del nove può dare falsi positivi anche per risultati completamente sbagliati, come ad esempio 1902 × 1964 = 132.
Da ciò deriva dunque anche la fallibilità implicita nella prova del 9, che in via empirica (trascurando valori troppo distanti da quello corretto) può essere stimata in una possibilità su 9 di ottenere un falso positivo, cioè un riscontro affermativo nonostante l'erroneità del risultato. Si può quindi concludere che in ogni caso il risultato deve essere accettato con riserva, in quanto c'è sempre un 11% di possibilità che sia comunque sbagliato.

## Dimostrazione del funzionamento
La prova del 9 deve il suo funzionamento all'aritmetica modulare e la sua facilità al fatto che proprio il modulo 9 permette di calcolare la congruenza del numero semplicemente sommando le sue cifre fino ad ottenere la radice numerica, anziché operando la divisione per 9 per ogni termine.
Definendo {\displaystyle a_{i}} la i-esima cifra di un numero, con {\displaystyle 0\leq a_{i}\leq 9} dovendo appunto rappresentare la cifra, possiamo riscrivere, grazie al nostro sistema decimale, un numero in formato polinomiale:
{\displaystyle (1)\quad N=a_{n}10^{n}+\ldots +a_{1}10^{1}+a_{0}10^{0}=\sum _{i=0}^{n}a_{i}10^{i}}
mentre  {\displaystyle \sum _{i=0}^{n}a_{i}} rappresenta la somma di tutte le cifre.
Dire che la radice digitale {\displaystyle r^{*}} rappresenta in modulo 9 la sua congruenza, si scrive:
{\displaystyle N\equiv r^{*}{\pmod {9}}}
e significa che {\displaystyle r^{*}} rappresenta il resto di {\displaystyle N} diviso per nove, cioè {\displaystyle N}: {\displaystyle N=9k+r^{*},\;k\in \mathbb {N} }; ma sappiamo che nella prova del nove {\displaystyle r^{*}=\sum a_{i}} quindi:
{\displaystyle (2)\quad N\equiv \sum a_{i}{\pmod {9}}}
cioè che in modulo 9 il numero sia congruo alla somma delle cifre. Per il momento si tralasci che la somma può essere ∑ai > 9, e si cerchi di ricavare la (2) dalla (1):
{\displaystyle (3)\quad N\equiv \sum 10^{i}a_{i}{\pmod {9}}}
dalle proprietà della congruenza dell'aritmetica modulare sappiamo che essa è invariante rispetto alla somma e alla moltiplicazione, quindi ad {\displaystyle a} e {\displaystyle 10^{i}} possiamo sostituire la relativa congruenza mod 9: 
ai
1. nel caso delle cifre, essendo minori del modulo, ai = ai mod 9, tranne che per 9 che è congruo a 0 (9 ≡ 0 mod 9);
2. per le potenze di dieci, sappiamo che 10 ≡ 1 mod 9, ed essendo questa aritmetica invariabile rispetto alle potenze 10i ≡ 1i mod 9, quindi ogni potenza è congrua a 1;

si può quindi riscrivere la (3):
{\displaystyle N\equiv \sum a_{i}\times 1{\pmod {9}}}: N ≡ ∑ai×1 mod 9
cioè {\displaystyle N\equiv \sum a_{i}{\pmod {9}}}. Dalla dimostrazione si può anche capire come mai dalla somma vengono automaticamente tolti i 9 e le cifre che lo danno come somma, in quanto la sua congruenza è 0, e quale elemento neutro nella somma può essere benissimo tralasciato.
Sussiste tuttavia il fatto che la somma della cifre può  benissimo essere superiore a nove, ∑ai > 9,  ovvero un numero a due o più cifre che vengono a loro volta sommate, infatti, anche il risultato delle somme intermedie è comunque un numero per cui vale stessa dimostrazione di prima; quindi anche il risultato delle somme intermedie è congruo alla somma delle cifre delle stesse. Sia ora ∑an la somma della cifre della n-esima reiterazione:
N ≡  ∑a1 ≡  ∑a2 ≡ ... ≡  ∑an ≡ r*
Questo spiega come mai sussista identità tra la radice numerica e la congruenza mod 9 di un numero, e perché tale modulo sia stato scelto. Tuttavia dalla dimostrazione si capisce anche perché aggiungendo 9 o un suo multiplo la congruenza non cambia e quindi la prova è fallace:
N' = N ± 9k
N' ≡ r* ± 0×rk mod 9
N' ≡ N ≡ r*
Ogni numero N' distante da N un multiplo di 9, è ad esso congruo mod 9 e ha quindi la medesima radice numerica.

### Moltiplicazione
Nella disposizione classica, insegnata a scuola per la moltiplicazione, la prova del nove si mostra come segue:
A × B = C
| moltiplicando ≡ mod 9 (A) | moltiplicatore ≡ mod 9 (B) |
| A × B ≡ mod 9             | prodotto ≡ mod 9 (C)       |

La spiegazione del perché il prodotto delle radici numeriche del moltiplicando e del moltiplicatore è uguale a quella del prodotto è la seguente: siano
- A = 9ka + ra
- B = 9kb + rb
- C = 9kc + rc

possiamo impostare la seguente moltiplicazione
(9ka + ra) × (9kb + rb) = 9kc + rc
9²kakb + 9karb + 9kb ra + rarb = 9kc + rc
9(9kakb + karb + kb ra) + rarb = 9kc + rc
rarb ≡ rc mod 9
e si ricava che rc deve essere uguale al prodotto delle radici numeriche degli operatori ra × rb; aggiungendo a questa dimostrazione un ulteriore operando, per le proprietà algebriche dell'operazione, è possibile verificare che la prova del nove sia valida anche per moltiplicazioni multiple.

### Addizione e sottrazione
Senza particolari complicazioni la prova del nove può anche essere eseguita per l'addizione
A + B = C 
| 1° addendo ≡ mod 9 (A) | 2° addendo ≡ mod 9 (B) |
| A + B ≡ mod 9          | somma ≡ mod 9 (C)      |

La spiegazione del perché la somma delle radici numeriche degli addendi sia uguale a quella della somma della operazione è la seguente:
(9ka + ra) + (9kb + rb) = 9kc + rc
9(ka + kb) + [ra + rb] = 9kc + rc
si ricava che rc deve essere uguale alla somma delle radici numeriche degli addendi ra + rb; aggiungendo a questa dimostrazione un ulteriore addendo, per le proprietà algebriche dell'operazione, è possibile verificare che la prova del nove sia valida anche per addizioni a più addendi.
Con qualche piccolo accorgimento la prova può essere effettuata anche per la sottrazione
A - B = C 
| minuendo ≡ mod 9 (A) | sottraendo ≡ mod 9 (B) |
| A - B ≡ mod 9        | differenza ≡ mod 9 (C) |

Se il minuendo è inferiore al sottraendo (A < B) si sfocia nel campo negativo, in questo caso si somma al minuendo 9 (A + 9), in quanto come già visto, sommando o sottraendo a un numero 9 o un suo multiplo, la radice numerica non cambia.
La spiegazione del perché la differenza delle radici numeriche tra minuendo e sottraendo sia uguale a quella della differenza dell'operazione è la seguente:
(9ka + ra) - ( 9kb + rb) = 9kc + rc
9(ka - kb) + [ra - rb] = 9kc + rc
si ricava che rc deve essere uguale alla differenza delle radici numeriche degli operandi ra - rb; unificando le due dimostrazioni risulta, per le proprietà algebriche di sopra, che la prova del nove abbia validità per una qualsiasi somma algebrica.

### Divisione
Con qualche stratagemma è possibile adattare la prova del nove anche per la divisione, rimanendo sempre e solo nel campo degli interi e quindi con eventuale resto.
C ÷ B = A con resto D
vedendo però la divisione come operazione inversa della moltiplicazione la stessa cosa equivalente può anche essere scritta così
C = A × B + D
Ne risulta:
| divisore ≡ mod 9 (B)      | quoziente ≡ mod 9 (A) |
| A × B + resto (D) ≡ mod 9 | dividendo ≡ mod 9 (C) |

La spiegazione del perché il prodotto delle radici numeriche del quoziente per il divisore, più quella del resto, sia uguale a quella del dividendo è la seguente:
(9ka + ra) × (9kb + rb) + (9kd + rd)= 9kc + rc
9(9kakb + karb + kb ra + kd) + [ra × rb + rd] = 9kc + rc